# Sergio Poli
Sergio Poli (La Plata, Buenos Aires, Argentina, 19 de mayo de 1961) es un violinista, compositor y fotógrafo argentino.

## Trayectoria

### Formación y estudios
Sergio Poli nació en el seno de una familia de músicos. Nieto de Romeo Poli, contrabajista, e hijo de Roberto Poli, también contrabajista, integrante como solista de contrabajo de la Orquesta Estable de Teatro Argentino de La Plata por más de 50 años, hermano de Claudio Poli, Solista Principal de violonchelo de la misma orquesta.
Estudió desde los siete años con maestros como José Bondar y Humberto Carfi, prosiguiéndolos con Szymsia Bajour, Rafael Gíntoli, Ljerko Spiller y Fernando Hasaj.
Tomó clases de improvisación jazz con Héctor López Fürst, de armonía y composición con Manolo Juárez y Juan Raffo .

### Actuación profesional
Como músico, se desempeñó en la Orquesta Estable del Teatro Argentino de La Plata por casi 30 años (1982-2011), los últimos 20 como solista adjunto de los primeros violines; y desde 1984 hasta su disolución en 2016 integró la Orquesta de Cámara de la Municipalidad de La Plata ("Premio Konex" 1989 como uno de los mejores conjuntos de cámara de toda la historia de la música clásica argentina).
Realizó giras de conciertos por Brasil, Uruguay, Chile, Paraguay, España, Portugal, USA, Canadá, Puerto Rico, Letonia, Egipto y Japón (en cinco oportunidades). 
Fundó en 1985 el grupo de jazz Cordal Swing, emparentado estilísticamente con el legendario Quinteto del Hot Club de Francia, y en 1995 el grupo A La Gurda/Tangos.
Fue convocado por la banda de rock Patricio Rey y sus Redonditos de Ricota para participar en las grabaciones de los CD “Lobo suelto, Cordero atado” (1993) y "Último Bondi a Finisterre" (1998), y actuó junto a la banda en los conciertos ofrecidos en el Estadio de Huracán (Buenos Aires) en 1993 y 1994.
En 2007 presentó con A La Gurda, el espectáculo The Best of Tango, en una gira de 21 conciertos por las principales ciudades de Japón. Fue, junto a Claudio Poli, director musical de este show.
En agosto de 2014 estrenó, con la Orquesta de Cámara de la Municipalidad de La Plata, dirigida por el Mº Roberto Ruiz, su obra "Procesos" para violín eléctrico y orquesta de cuerdas.
En el campo de la fotografía asistió durante varios años a los talleres de fotografía documental dictados por Ataúlfo Pérez Aznar.
Realizó las muestras individuales 40 días en Japón (1994) y La Plata – La Noche (1996). Fue invitado a exponer en las muestras colectivas Los Fotógrafos, Autorretratos III y V, curadas por Ataúlfo Pérez Aznar. En 1994 participó de la muestra colectiva Tango des porteños curada por Roland Laboye, con la colaboración de la revista Fotomundo, que fuera exhibida en L´Espace Photo Angle le Corum en Montpellier, Francia, y exhibida también en las ciudades de Toulouse y Buenos Aires. Fue invitado a participar de la muestra y libro Documentales y Fotografías de América Latina en el marco del Albacete Documental 2006 (España).
Publicó fotografías en la revista Fotomundo en números dedicado a La mujer en la sociedad contemporánea (1993), Los Adolescentes (1994) y 40 días en Japón (1994).
En 2023 publicó su libro Japón: Apuntes, primer libro de la colección Fotógrafos Platenses, coordinado por el Centro de Fotografía Contemporánea

### Grupos
En 1985 fundó Cordal Swing, una agrupación que siguió los pasos del Quinteto del Hot Club de Francia. En 1995 formó junto al violonchelista Claudio Poli y la cantante Paula Mesa el grupo A La Gurda, formación de tango con la cual realizaron una gira de conciertos con el espectáculo «The Best of Tango» por Japón en 2007.
En 2009 forma Sergio Poli Cuarteto, un grupo de jazz ligado al post-bop y en 2012, Sergio Poli Ensamble Eléctrico, un grupo cercano siempre al jazz pero con reminiscencias del rock, reggae, funk, pop y world music.

### Docencia
Entre los años 1982 y 1991 desarrolló su labor académica dentro de las cátedras de Dirección Orquestal y Música de Cámara de la Facultad de Bellas Artes de la Universidad Nacional de La Plata, trabajando junto a docentes titulares tales como Mario Benzecry, Guillermo Scarabino, Andrés Máspero, Rafael Gíntoli y Alicia Belleville. 
Fue docente de violín del Bachillerato de Bellas Artes (UNLP). Dio clases particulares de violín e improvisación, además de haber realizado clínicas relacionadas con la improvisación en jazz con instrumentos de cuerdas y de la historia del violín en el jazz.
En el año 2020 participó del proyecto Tango y Folklore entre Diagonales auspiciado por Ibermúsicas dictando clases de interpretación en Folklore y Tango a músicos de la Universidad de Tunja (Colombia)

### Discografía
Produjo en forma independiente siete CDs: 
- Los Salieris de Django (2002) y Grappelliana (2005), junto a Cordal Swing.
- Señales de Humo (2007), un recorrido por sus 25 años como músico profesional.
- Y en eso estamos... (2009), con Sergio Poli Cuarteto.
- Canícula Metrópolis (2012), con Sergio Poli Ensamble Eléctrico.
- Luna de Hielo (2016) y Defectos Especiales (2018), con Sergio Poli Ensamble.